# Alessandro Cavriani
Alessandro Cavriani (Mantova, 21 giugno 1911 – Asinara, 9 settembre 1943) è stato un marinaio italiano, capitano di corvetta, medaglia d'oro al valor militare alla memoria, meritata per aver sacrificato la vita con il sottufficiale Virginio Fasan nell'autoaffondamento del cacciatorpediniere Vivaldi, nel mare di fronte all'isola dell'Asinara.

## Biografia
Nato a Mantova il 21 giugno 1911, nel 1927 si iscrisse all'accademia navale di Livorno. Ottenuto il grado di guardiamarina nel 1931, si imbarcò sull'incrociatore Alberico da Barbiano e poi sul Bartolomeo Colleoni. Promosso tenente di vascello, partecipò alla guerra civile spagnola.
Nel 1940, a bordo del Pola, si distinse nelle battaglie di Punta Stilo e di Capo Teulada. Nel marzo 1942, ormai capitano di corvetta, ottenne il comando della torpediniera Perseo. Nell'aprile 1943 fu assegnato al cacciatorpediniere Ugolino Vivaldi.
Il 9 settembre 1943 il Vivaldi, gravemente danneggiato dal fuoco tedesco nei pressi dell'Asinara, venne evacuato. Il comandante Cavriani e il sottufficiale Virginio Fasan, rimasti a bordo, crearono delle aperture per accelerarne la discesa, affondando con la nave.
Nel 1945 Cavriani è stato insignito della medaglia d'oro al valor militare alla memoria.